# Seznam ulic ve Strašnicích
Seznam ulic ve Strašnicích zahrnuje jak ulice, které se nacházejí celé v pražské čtvrti Strašnice, tak ulice, které se nacházejí ve čtvrti jen částečně. Obsahuje fotografie ulic, odkaz na další svobodné fotografie do Wikimedia Commons, starší názvy, datum založení a stručný popis.

| Název ulice            | Fotografie | Starší názvy | Založena           | Stručný popis | Galerie | Poznámky |
| ---------------------- | ---------- | --- | ------------------ | --- | ------- | -------- |
| U nákladového nádraží  |            | |                    | |         | část     |
| Zvěřinova              |            | |                    | | Commons |          |
| K Červenému dvoru      |            | |                    | |         |          |
| Na Třebešíně           |            | |                    | |         |          |
| Za Třebešínem          |            | |                    | |         |          |
| Nad Kapličkou          |            | |                    | |         |          |
| Slunečná               |            | |                    | |         |          |
| Okrajní                |            | |                    | |         |          |
| Pod Viktorkou          |            | |                    | |         |          |
| Na Úseku               |            | |                    | |         |          |
| Pod Třebešínem         |            | |                    | |         |          |
| U Krbu                 |            | |                    | |         |          |
| Útulná                 |            | |                    | |         |          |
| Hostinská              |            | |                    | |         |          |
| Nad Vodovodem          |            | |                    | |         |          |
| Izraelská              |            | |                    | |         |          |
| Na Palouku             |            | |                    | |         |          |
| Počernická             |            | |                    | |         |          |
| Běchovická             |            | |                    | |         |          |
| Hřibská                |            | |                    | |         |          |
| Janýrova               |            | |                    | |         |          |
| Názovská               |            | |                    | |         |          |
| Na Vinici              |            | |                    | |         |          |
| Pod Strašnickou vinicí |            | |                    | |         |          |
| Na Výsluní             |            | |                    | |         |          |
| Blatovská              |            | |                    | |         |          |
| Hostýnská              |            | |                    | |         |          |
| Ve Stínu               |            | |                    | |         |          |
| V Úžlabině             |            | |                    | |         |          |
| Vrbčanská              |            | |                    | |         |          |
| Jirenská               |            | |                    | |         |          |
| Vrátkovská             |            | |                    | |         |          |
| Tuklatská              |            | |                    | |         |          |
| Kounická               |            | |                    | |         |          |
| Rostoklatská           |            | |                    | |         |          |
| Tismická               |            | |                    | |         |          |
| Břežanská              |            | |                    | |         |          |
| Malínská               |            | |                    | |         |          |
| Vikáňská               |            | |                    | |         |          |
| Černická               |            | |                    | |         |          |
| Tejnická               |            | |                    | |         |          |
| Limuzská               |            | |                    | |         |          |
| Dřevčická              |            | |                    | |         |          |
| Černokostelecká        |            | |                    | Ulice tvoří pokračování Vinohradské za křižovatkou Na Palouku x Starostrašnická. Jde na východ a ukončena je ve Štěrboholech na křižovatce s Ústřední. Jejím pokračováním je ulice Kutnohorská. Obousměrně průjezdná. Od Vinohradské až po ulici U Vozovny je uprostřed vedena tramvaj. Součástí Strašnic je od svého počátku až za křižovatku se Sazečskou. Cesta zde existovala již v 19. století, jako spojnice Prahy s východem země. | Commons |          |
| Sazečská               |            | |                    | |         |          |
| Služeb                 |            | |                    | |         |          |
| Karosářská             |            | |                    | |         |          |
| Úvalská                |            | |                    | |         |          |
| Třebohostická          |            | |                    | |         |          |
| Novostrašnická         |            | |                    | |         |          |
| Ondřejovská            |            | |                    | |         |          |
| Pelyňková              |            | |                    | |         |          |
| Škvorecká              |            | |                    | |         |          |
| U Kombinátu            |            | |                    | |         |          |
| Dvouletky              |            | |                    | |         |          |
| Brigádníků             |            | |                    | |         |          |
| Dobročovická           |            | |                    | |         |          |
| V Olšinách             |            | |                    | |         |          |
| Turnovského            |            | |                    | |         |          |
| Solidarity             |            | |                    | |         |          |
| Dětská                 |            | |                    | |         |          |
| Pod Hotelem            |            | | 1972               | Krátká ulice spojující Bečvářovu s Dětskou. Uprostřed je zelený pás, takže se dá ulicí pouze projít, nikoliv projet. Zajet a zaparkovat se dá několik metrů z obou stran. Ulice vznikla v roce 1972, do té doby zde byl pouze průchod mezi domy a předtím pole. Je pojmenována podle své blízkosti u hotelu Solidarita, v současné době Comfort Hotel Prague City East. | Commons |          |
| Bečvářova              |            | Soudružská (1952–1991) | 1959               | Bečvářova spojuje ulici V Olšinách s ulicí Černokostelecká. V úseku V Olšinách–Pod Hotelem je jednosměrně průjezdná z ulice V Olšinách a auta zde parkují nalevo. Ulice vznikla v roce 1952 s výstavbou sídliště Solidarita a dostala název Soudružská, který odkazoval na soudružskou spolupráci členů komunistické strany a ROH. Předtím se zde nacházela pole. | Commons |          |
| Saratovská             |            | |                    | |         |          |
| Za Poštou              |            | |                    | |         |          |
| Kralická               |            | | 1931               | Kralická je pokračováním Krátké za Starostrašnickou. Končí na křižovatce se Saratovskou. Je jednosměrně průjezdná ze Saratovské. Vznikla v roce 1931 a je pojmenována po středočeské vsi Kralice. | Commons |          |
| Nad Primaskou          |            | Ruská (1905–1925) |                    | Ulice začíná na křižovatce Ruská x Murmanská. Jde severovýchodním směrem a za křižovatkou s ulicí Pod Rapidem se stáčí více na východ. Kříží několik ulic, až je zaústěna do Saratovské. Od Ruské až po ulici Nad Olšinami je obousměrně průjezdná, dále pak jednosměrně z ulice Nad Olšinami. V tomto bodě vchází do Strašnic. Část ulice zde existovala již na počátku 20. století. Své jméno nese po pomístním názvu Na Primasce. Lokalita se nacházela v místech dnešního Kulturního domu Barikádníků.                                             | Commons |          |
| Věšínova               |            | |                    | |         |          |
| Mrštíkova              |            | |                    | |         |          |
| Vinohradská            |            | Říčanská silnice, Černokostelecká (kolem 1830), Junngmanova (1884–1920), Fochova (1920–1940), Schwerinova (1940–1945), Fochova (1945–1946), Stalinova (1946–1962) |                    | Vinohradská je dlouhá ulice jdoucí z Václavského náměstí na Praze 1 přes Vinohrady a Žižkov až do Strašnic, kde končí na křižovatce ulic Na Palouku x Černokostelecká x Starostrašnická. Jejím pokračováním ve stejném směru na východ je právě Černokostelecká. Strašnicemi prochází částečně od Hollarova náměstí, v celé šíři pak od křižovatky s ulicí Za Strašnickou vozovnou. V celé délce ulice jezdí tramvaje. Cesta zde existovala již v 19. století jdoucí z Prahy na východ ve směru Kostelce nad Černými lesy.                             | Commons |          |
| Krátká                 |            | | 1926 (pojmenována) | Ulice začíná na křižovatce Irkutské a Pod Rapidem na Vinohradech a jde východním směrem až k ulici Starostrašnická, kde končí. Stejným směrem pak pokračuje ulice Kralická. Součástí Strašnic je od parku Františka Suchého. Je jednosměrně průjezdná od Starostrašnické. Označení Krátká dostala v roce 1926, díky tomu, že v té době byla velmi krátká. Vycházela ze Starostrašnické a po několika metrech končila. V roce 1924, zde stál jenom jeden dům vlevo.                                                                                     | Commons |          |
| Vilová                 |            | |                    | |         |          |
| U Nových vil           |            | |                    | |         |          |
| Nad Olšinami           |            | |                    | |         |          |
| Starostrašnická        |            | Vinohradská (1906–1940), Katteho (1940–1945), Vinohradská (1945–1947).                                                                                            | 1906 (pojmenována) | Starostrašnická začíná na křižovatce s ulicí V Olšinách u stanice metra Strašnická a pokračuje na severozápad až na křižovatku Vinohradská x Na Palouku x Černokostelecká. Je pojmenována po Starých Strašnicích, které od severu spojovala se silnicí jdoucí z Prahy do Kostelce nad Černými Lesy. Původně byla delší, začínala na dnešní křižovatce Průběžná x V Korytech a procházela přibližně dnešní ulicí Ke Strašnické, V Zatáčce, pak přes park Gutovka a dále v současném vedení. V těchto kudy šla, se totiž rozkládala ves Staré Strašnice. | Commons |          |
| Pod Rapidem            |            | |                    | |         |          |
| V Předpolí             |            | |                    | |         |          |
| Na Hroudě              |            | |                    | |         |          |
| U Hráze                |            | |                    | |         |          |
| U Hranic               |            | |                    | |         |          |
| Malá Bylanská          |            | |                    | |         |          |
| Bylanská               |            | |                    | |         |          |
| Pod Altánem            |            | |                    | |         |          |
| Molitorovská           |            | |                    | |         |          |
| Nad Slávií             |            | |                    | |         |          |
| U Trati                |            | |                    | |         |          |
| Na Spádu               |            | |                    | |         |          |
| Železniční             |            | |                    | |         |          |
| Kruhová                |            | |                    | |         |          |
| Na Rozjezdu            |            | |                    | |         |          |
| Na Slatinách           |            | |                    | |         |          |
| Gutova                 |            | |                    | |         |          |
| Újezdská               |            | |                    | |         |          |
| Petrovická             |            | |                    | |         |          |
| Strančická             |            | |                    | |         |          |
| Pitkovická             |            | |                    | |         |          |
| Benická                |            | |                    | |         |          |
| Čestlická              |            | |                    | |         |          |
| Průběžná               |            | |                    | |         |          |
| Srbínská               |            | |                    | |         |          |
| Svojetická             |            | |                    | |         |          |
| V Zátočce              |            | |                    | |         |          |
| Ke Strašnické          |            | |                    | |         |          |
| Nosická                |            | |                    | |         |          |
| Hvozdnická             |            | |                    | |         |          |
| K Rybníčkům            |            | |                    | |         |          |
| Dubečská               |            | |                    | |         |          |
| Kolovratská            |            | |                    | |         |          |
| Nučiská                |            | |                    | |         |          |
| Krupská                |            | |                    | |         |          |
| Voděradská             |            | |                    | |         |          |
| Kolodějská             |            | |                    | |         |          |
| Oravská                |            | |                    | |         |          |
| Foerstrova             |            | |                    | |         |          |
| Voděradská             |            | |                    | |         |          |
| V Rybníčkách           |            | |                    | |         |          |
| Flájská                |            | |                    | |         |          |
| Sečská                 |            | |                    | |         |          |
| Stupitská              |            | |                    | |         |          |
| Žinkovská              |            | |                    | |         |          |
| Na Polníku             |            | |                    | |         |          |
| üní                    |            | |                    | |         |          |
| Na Výhledech           |            | |                    | |         |          |
| Žermanická             |            | |                    | |         |          |
| Slapská                |            | |                    | |         |          |
| Kružberská             |            | |                    | |         |          |
| Šibřinská              |            | |                    | |         |          |
| Tomická                |            | |                    | |         |          |
| Květnická              |            | |                    | |         |          |
| Nedvězská              |            | |                    | |         |          |
| Mirošovická            |            | |                    | |         |          |
| Raffaelova             |            | |                    | |         |          |
| Michelangelova         |            | |                    | |         |          |
| Donatelova             |            | |                    | |         |          |
| Přetlucká              |            | |                    | |         |          |
| Pod Strání             |            | |                    | |         |          |
| Na Padesátém           |            | |                    | |         |          |
| Rabakovská             |            | |                    | |         |          |
| Dürerova               |            | |                    | |         |          |
| Jižní spojka           |            | |                    | |         |          |
| Mokřanská              |            | |                    | |         |          |
| Do Vršku               |            | |                    | |         |          |
| U Hřiště               |            | |                    | |         |          |
| Čelná                  |            | |                    | |         |          |
| Bolinská               |            | |                    | |         |          |
| Běžná                  |            | |                    | |         |          |
| Středová               |            | |                    | |         |          |
| K Háječku              |            | |                    | |         |          |
| Plošná                 |            | |                    | |         |          |
| Rubensova              |            | |                    | |         |          |
| Rembrandtova           |            | |                    | |         |          |
| Goyova                 |            | |                    | |         |          |
| Vyžlovská              |            | |                    | |         |          |
| Aldašínská             |            | |                    | |         |          |
| Křenická               |            | |                    | |         |          |
| Jevanská               |            | |                    | |         |          |
| Prusická               |            | |                    | |         |          |
| Královická             |            | |                    | |         |          |
| Olešská                |            | |                    | |         |          |
| Sluštická              |            | |                    | |         |          |
| Hájecká                |            | |                    | |         |          |
| Královická             |            | |                    | |         |          |
| Uhříněveská            |            | |                    | |         |          |
| Nedvězská              |            | |                    | |         |          |
| Tehovská               |            | |                    | |         |          |
| Žernovská              |            | |                    | |         |          |
| Doubravčická           |            | |                    | |         |          |
| Mukařovská             |            | |                    | |         |          |
| Štíhlická              |            | |                    | |         |          |
| Strašínská             |            | |                    | |         |          |
| Světlická              |            | |                    | |         |          |
| Nupacká                |            | |                    | |         |          |
| Korytná                |            | |                    | |         |          |
| Radošovická            |            | |                    | |         |          |
| V Korytech             |            | |                    | |         |          |
| Konojedská             |            | |                    | |         |          |
| Louňovická             |            | |                    | |         |          |
| Dolinecká              |            | |                    | |         |          |
| Klučovská              |            | |                    | |         |          |
| U Vesny                |            | | 1958 (pojmenována) | Ulice začíná v ulici Na Hroudě a jde severozápadním směrem. Končí v ulici V Olšinách. Své současné pojmenování nese od roku 1958 dle kina Vesna, které se zde nacházelo. Předtím neměla název. Vznikla mezi lety 1914 a 1924. | Commons |          |